# 阿布索羅基 (蒙大拿州)
阿布索羅基（英語：Absarokee）是位於美國蒙大拿州斯蒂爾沃特縣的普查規定居民點。

## 歷史
阿布索羅基的郵局自1892年營運至今。

## 人口
根據2020年美國人口普查的數據，阿布索羅基的面積為5.57平方千米，當中陸地面積為5.54平方千米，而水域面積為0.02平方千米。當地共有人口1000人，而人口密度為每平方千米179.53人。